# Essener Woche
Die Wochenzeitung Essener Woche wurde zwischen 1951 und 1975 durch die Essener Werbegemeinschaft in Zusammenarbeit mit dem Verkehrsverein und der Stadt Essen herausgegeben. Sie war eine Zeitschrift für Handel und Industrie, Verkehr, Kunst, Mode und Sport.

## Geschichte
Als Vorgänger der Essener Woche gab es seit 1950 die Publikation Essener Notizen. Die Essener Woche erschien erstmals 1951 und hatte ihre Redaktion und Geschäftsstelle in der Lazarettstraße 15 in Essen. Dort wurde sie auch durch die Ruhrländische Druckerei Joseph März KG gedruckt. Das Verbreitungsgebiet war die Stadt Essen und das gesamte Rhein-Ruhrgebiet. 1975 erschien die Essener Woche ein letztes Mal.